# East Cleveland (Ohio)
East Cleveland is een plaats (city) in de Amerikaanse staat Ohio, en valt bestuurlijk gezien onder Cuyahoga County.

## Demografie
Bij de volkstelling in 2000 werd het aantal inwoners vastgesteld op 27.217.
In 2006 is het aantal inwoners door het United States Census Bureau geschat op 25.213, een daling van 2004 (-7,4%).

## Geografie
Volgens het United States Census Bureau beslaat de plaats een oppervlakte van
8,0 km², geheel bestaande uit land. East Cleveland ligt op ongeveer 207 m boven zeeniveau.

## Plaatsen in de nabije omgeving
De onderstaande figuur toont nabijgelegen plaatsen in een straal van 8 km rond East Cleveland.

## Geboren
- Ed Benedict (1912-2006), tekenfilmtekenaar
- Yvette Nicole Brown (1971), actrice
- Michael Madison (1977), seriemoordenaar